# ハンツィ
ハンツィ (Ghanzi) は、ボツワナの都市。ハンツィ地区の首府である。ボツワナ西部に位置し、トランスカラハリハイウェイでロバツェやナミビアと結ばれる。カラハリ砂漠の中央部に位置し、カラハリの首都と呼ばれる。「ハンツィ」とはナロ語で「ふくれた尻」を意味し、この地の塩湖に集まる牛やアンテロープが良く肥えていたことに由来する。

## 歴史
ハンツィにはじめてやってきたヨーロッパ人はアフリカーナーのヘンドリック・ヴァン・ジルで、1870年にこの地に小さな狩猟や交易の拠点を構えた。しかし、1897年から1898年にその拠点は消失した。その後、ハンツィにはいくつかの農場が建設され、カラハリ・アームズ・ホテルやバークレイズ銀行の支店などが建設され、この地方の経済や観光の拠点として発展してきた。1989年には太陽光発電によって電話サービスが開始され、1999年にはJICAの支援による円借款などによって全線舗装のトランスカラハリハイウェイが開通し、ハンツィと首都ハボローネ、ナミビアの首都ウィントフックが結ばれた。これによりハボローネとの間にバス路線が運行開始し、所要時間の大幅な短縮によって観光や産業の開発が進んだ。2008年には新たなショッピングモールがオープンした。

## 気候と産業
気温が最も高いのは夏の1月で、平均最高気温は33℃から45℃にもなる。一番涼しいのは7月で平均最高気温は22度、最低気温は4℃から氷点下5℃にまで下がることがある。ハンツィの降水量は年375mmで、夏の雨季に集中して降る。2000年には洪水が起き、ハンツィや周辺地域が被害を受けた。雨量が少ないため農耕には厳しいが、トウモロコシ、ソルガム、豆、エンドウ豆、メロンなどが自給的に栽培されている。牧畜は盛んで、多くの農家がボツワナ食肉会社（Botswana Meat Commission 、BMC)と契約を結んでいる。
ハンツィはカラハリ砂漠の観光の中心地であり、付近に住むサン人の工芸品をクル工芸センターで購入することができる。また、オカヴァンゴ・デルタへの経由地にもなっている。そのため、何軒かのホテルやロッジがハンツィ市内で営業している。
ハンツィには銅と銀の鉱山があり、ハナ・マイニング社が操業している。

## 交通

### 道路
- 国道A3号線 (ボツワナ)（英語版）

### 空港
- ハンツィ空港